# Bandera de Chipre del Norte
La bandera de Chipre del Norte está basada en la bandera de Turquía, su diseño es muy similar pero sus colores aparecen invertidos. Consiste en un paño de color blanco en que figuran, en su centro, un decreciente de color rojo y una estrella (Venus) de cinco puntas del mismo color. La bandera turcochipriota, a diferencia de la enseña turca, incorpora cerca de sus bordes superior e inferior dos delgadas franjas horizontales de color rojo.

## Protestas grecochipriotas

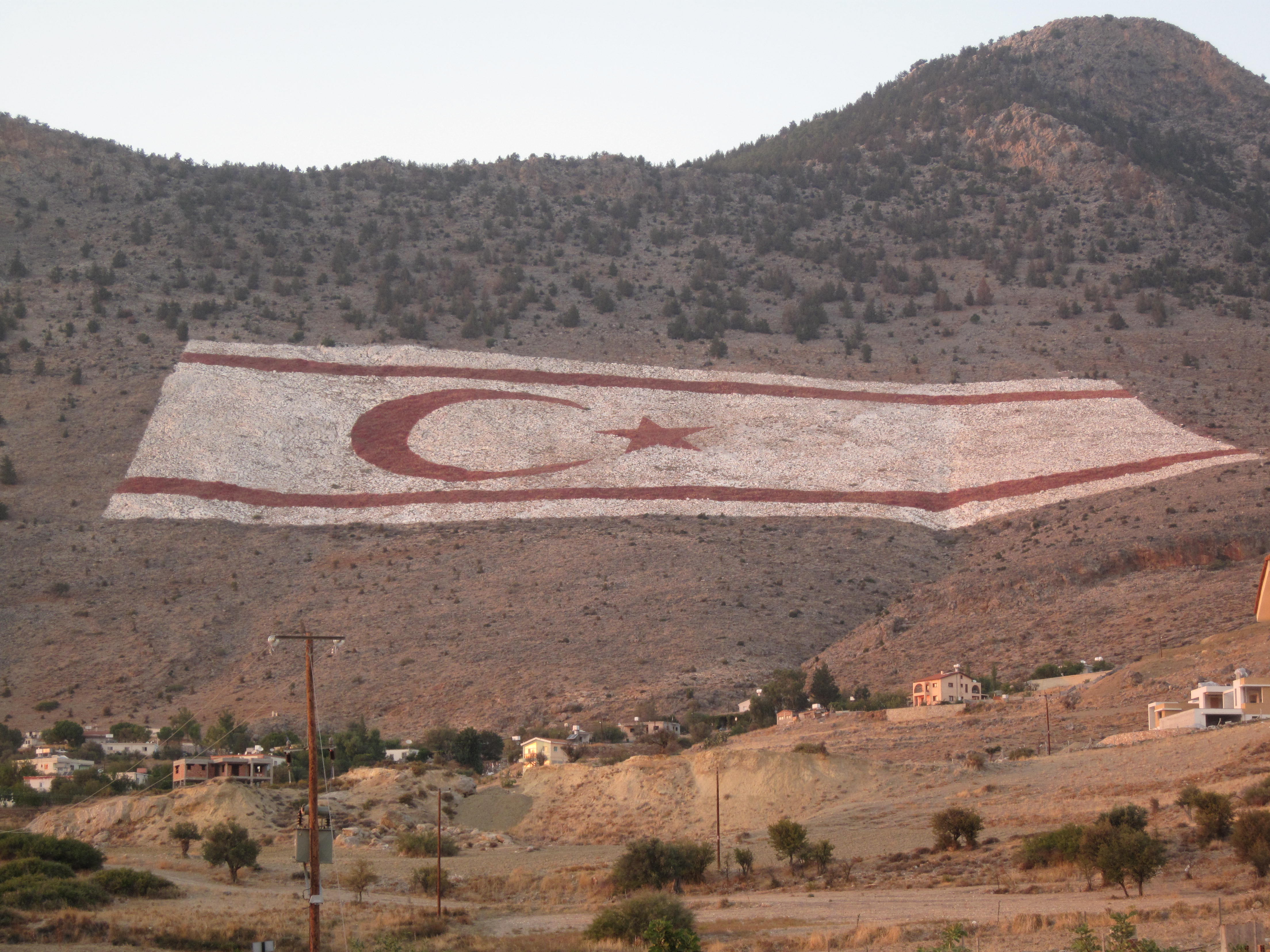
Ladera del monte Pentadaktylos.

La bandera ha sido representada en las laderas del monte Pentadáctylos (35°16′58″N 33°22′31″E / 35.282902, 33.375263), lo que llevó en 2010 al Gobierno de la República de Chipre a protestar por ella ante la Comisión Europea.

## Bandera presidencial

Bandera presidencial de Chipre del Norte.

La bandera usada por el presidente de la República es idéntica a la bandera del país, pero cuenta con una estrella roja y amarilla añadida en la esquina superior izquierda.

## Construcción de la bandera
La bandera tiene el mismo diseño del creciente de la bandera de Turquía sólo que con los colores invertidos y con dos bandas rojas, las cuales son 1/10 de ancho de G y se sitúan 1/10 de G del borde.
| Letra | Medida                                                                                    | Longitud |
| ----- | ----------------------------------------------------------------------------------------- | -------- |
| G     | Ancho                                                                                     | 1 G      |
| A     | Distancia entre el centro de la media luna exterior y la costura de la banda blanca       | 1⁄2 G    |
| B     | Diámetro del círculo exterior de la media luna                                            | 1⁄2 G    |
| C     | Distancia entre los centros de los círculos interior y exterior de la media luna          | 1⁄16 G   |
| D     | Diámetro del círculo interno de la media luna                                             | 2⁄5 G    |
| E     | Distancia entre el círculo interno de la media luna y el círculo alrededor de la estrella | 1⁄3 G    |
| F     | Diámetro del círculo alrededor de la estrella                                             | 1⁄4 G    |
| L     | Longitud                                                                                  | 1 ⁄2 G   |
| M     | Anchura del dobladillo blanco en el polipasto                                             | 1⁄30 G   |
| N     | Anchura de las franjas rojas                                                              | 1⁄10 G   |
| O     | Anchura de las franjas blancas                                                            | 1⁄10 G   |